# ジニアレ
ジニアレ（フランス語: Ziniaré）のブルキナファソの町である。中央大地地方の首府であり、ウブリテンガ県の県都である。

## 交通

### 道路
- 国道3号線 (ブルキナファソ)（フランス語版）

## 出身者
- ブレーズ・コンパオレ - ブルキナファソの政治家